# Ausschreitungen in Moskau 1915
Bei den Ausschreitungen in Moskau (russisch немецкий погром) wurden über 700 ausländische und russische Unternehmen zwischen dem 9. Juni und 11. Juni 1915 (bzw. 27. und 29. Mai nach dem damals in Russland geltenden julianischem Kalender) zerstört.

## Vorgeschichte
Seit Beginn des Ersten Weltkrieges wurde in russischen Zeitungen und offiziellen Erklärungen häufig gegen die deutschen und österreichisch-ungarischen Kriegsgegner und gegen die in Russland lebenden Deutschen polemisiert.
Anfang 1915 wurde die Enteignung aller deutschen und anderen ausländischen Firmen und Geschäfte in Moskau angeordnet, dieses aber bis Anfang Juni aufgeschoben.
Am 8. Juni veröffentlichte die Zeitung Golos Moskwy („Stimme Moskaus“) einen Artikel, in dem behauptet wurde, Deutsche würden versuchen, die Moskauer Bevölkerung durch verseuchtes Trinkwasser und andere Aktivitäten zu vergiften.

## Ausschreitungen
Am 9. Juni zog eine größere Gruppe von Menschen zur Mühle des deutschen Unternehmers Emil Zindel, in der angeblich einige Personen durch Vergiftungen gestorben seien sollten. Sie verschafften sich gewaltsam Zutritt und töteten den Verwalter Karlsen.
Danach zogen sie zu dem Unternehmen Schrader und töteten dort vier weibliche Familienangehörige.
Am 10. Juni versammelten sich tausende Menschen auf dem Roten Platz. Sie trugen in einer Prozession auch das Bild des Zaren Nikolaus II. mit sich. Dann zogen sie in die umliegenden Straßen und verlangten von jedem Geschäftsinhaber einen schriftlichen Nachweis, dass er russischer Staatsbürger sei. Wenn er dies nicht nachweisen konnte, wurde das Geschäft oder Unternehmen verwüstet, die Bestände zerstört, verbrannt oder in den Schmutz geworfen.
Nach einiger Zeit wandelten sich die Ausschreitungen zu Plünderungen, die bald jedes Unternehmen betrafen, das einen irgendwie ausländisch klingenden Namen hatte. Auch russische Geschäfte wurden in Mitleidenschaft gezogen. In einigen Straßen wurden sämtliche Geschäfte zerstört, es wurden auch zahlreiche Häuser in Brand gesetzt. Am Nachmittag und Abend waren etwa 100.000 Menschen an den Ausschreitungen beteiligt, vor allem aus den unteren Bevölkerungsschichten, darunter auch viele Frauen und Jugendlichen.
Die Polizei schritt nicht ein, weil sie eine strikte Anweisung hatte, keine Waffen einzusetzen. Am Abend tagte eine Sondersitzung der Stadtduma. Nachts gingen die Zerstörungen und Plünderungen weiter, sie erfassten fast das gesamte Stadtgebiet. Es wurden 30 Brände gemeldet, darunter zehn schwere, bei den Löscharbeiten wurde die Feuerwehr meist behindert. Die Ausschreitungen endeten erst gegen 5 Uhr morgens.
Am 11. Juni wurden Polizeieinheiten eingesetzt, um die Ausschreitungen zu unterbinden. Erst durch die Unterstützung des Militärs konnte bis zum Abend Ruhe in der Stadt hergestellt werden. Dabei wurden über zehn Menschen getötet und über 30 verletzt. Von 22 bis 5 Uhr wurde eine nächtliche Ausgangssperre verhängt.
In der Umgebung von Moskau konnten ähnliche Ausschreitungen meist relativ schnell beendet werden.

## Nachwirkungen
Die Ereignisse wurden in Untersuchungskommissionen ausgewertet. Es wurden nach offiziellen Angaben 193 deutsche und österreich-ungarische Unternehmen, 489 russische mit ausländisch klingenden Namen und 90 russische mit russischen Namen zerstört, (die tatsächliche Anzahl war wahrscheinlich höher). Einige Verantwortliche wurden entlassen.
Es wurde festgestellt, dass durch die Verwüstungen die Wirtschaft der Stadt Moskau erhebliche Verluste erlitten hatte, was dem Kriegsgegner nutze.
Fast alle ausländischen Unternehmen und Geschäfte in der Stadt wurden in den nächsten Tagen geschlossen oder enteignet und an russische Eigentümer übergeben.